# سانت ماريز (جورجيا)
سانت ماريز (بالإنجليزية: St. Marys, Georgia)‏ هي مدينة تقع في مقاطعة كامدن، جورجيا بولاية جورجيا في الولايات المتحدة. تبلغ مساحة هذه المدينة 52.6 (كم²)، وترتفع عن سطح البحر 3 م، بلغ عدد سكانها 29986 نسمة في عام 2010 حسب إحصاء مكتب تعداد الولايات المتحدة.

## أعلام
- تايرون جونز

## وصلات خارجية
- Cities & Counties - Georgia.gov